# Вербич (річка)
Ве́рбич, також Струмок Гранівський — річка в Україні, у межах Гайсинського району Вінницької області. Ліва притока Собу (басейн Південного Бугу). Тече через села Гранів, Гунча та Адамівка. Впадає у Соб за 34 км від гирла. Довжина — 19 км, площа — 126 км².

## Притоки
Зліва у Вербич за 8 км від гирла впадає безіменна річка, що протікає через село Михайлівка та має довжину 5 км.

## Галерея

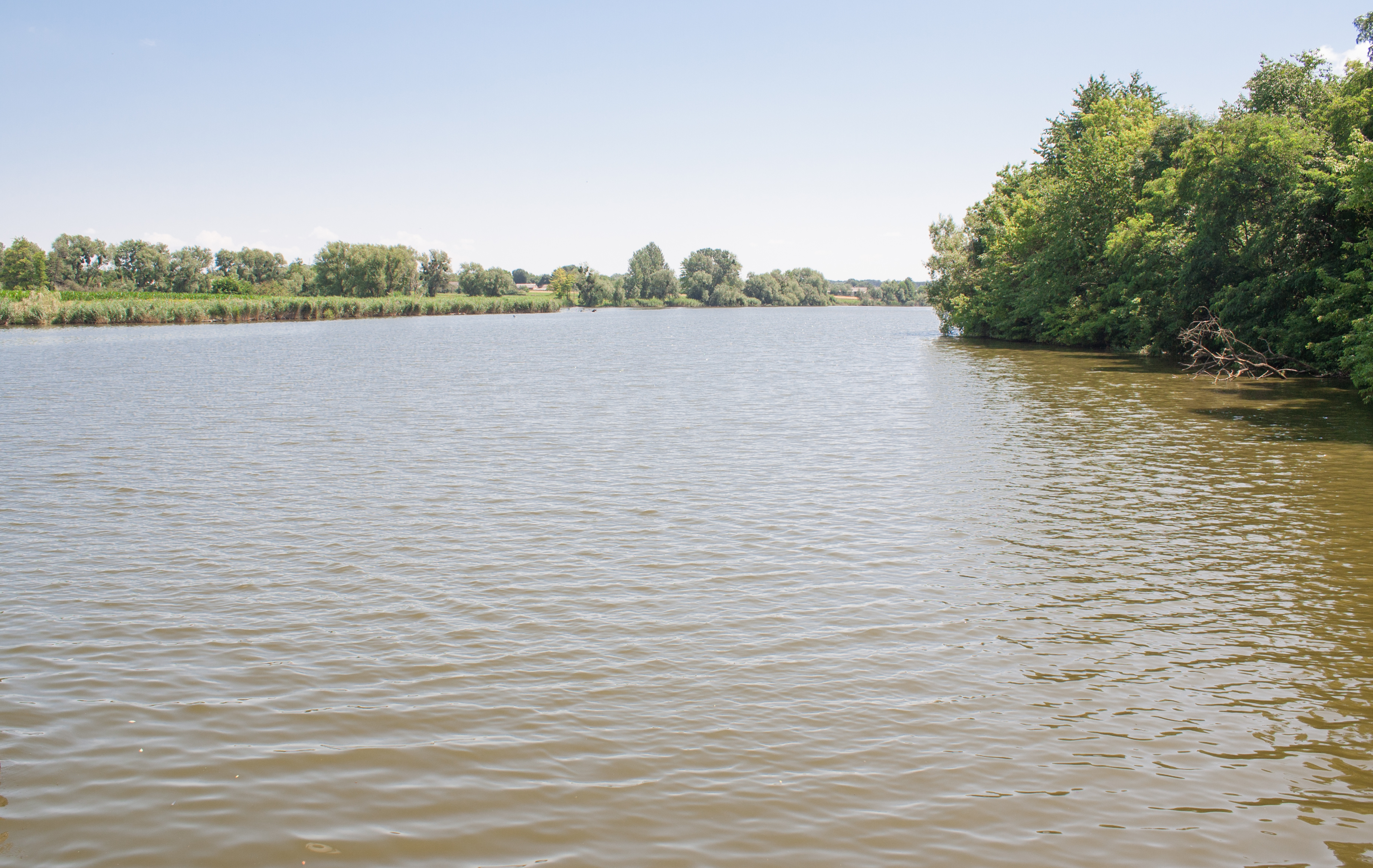
Ставок на річці в селі Гранів
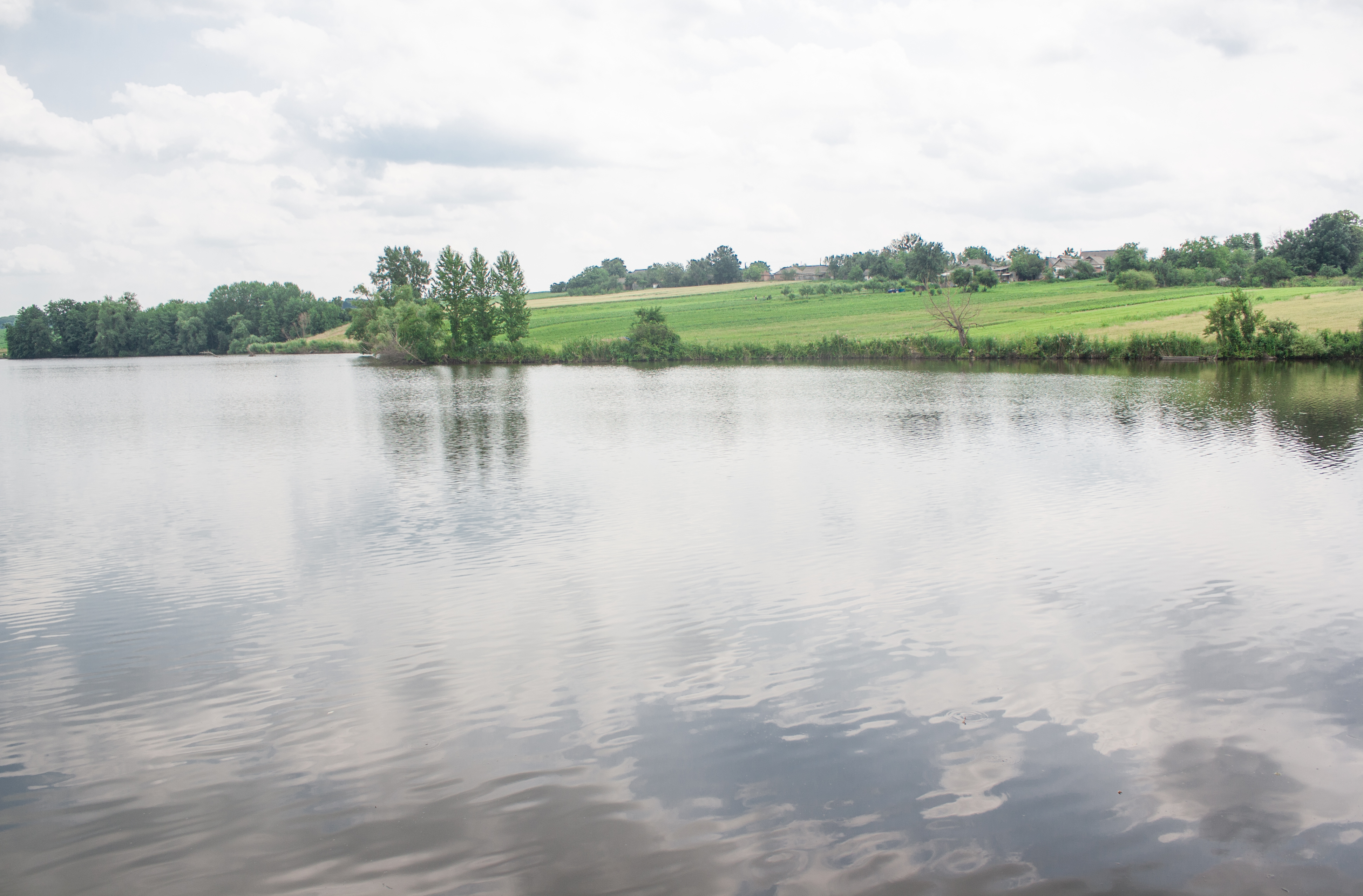
Ставок на річці в селі Адамівка
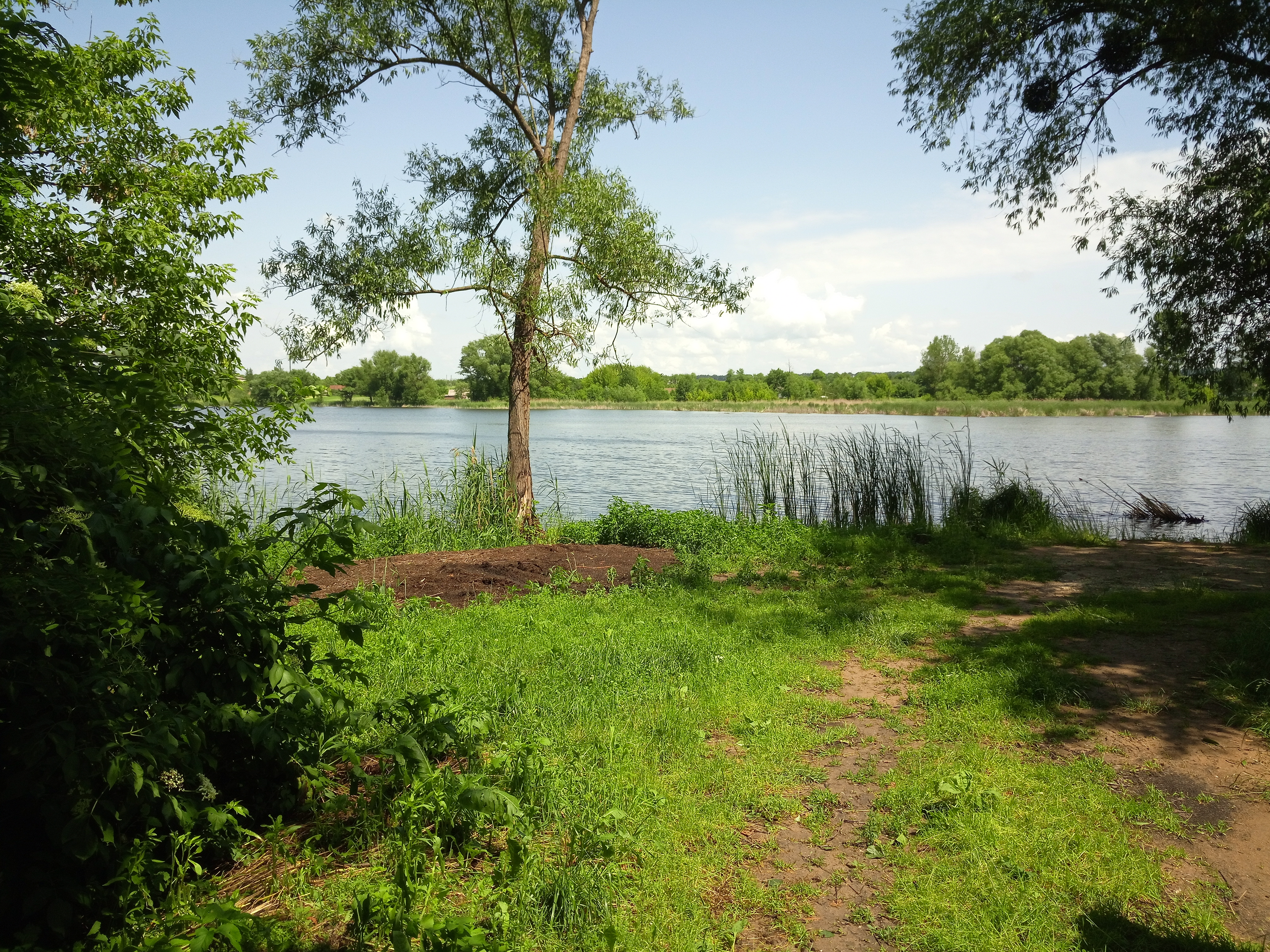
Ставок на річці в селі Гунча
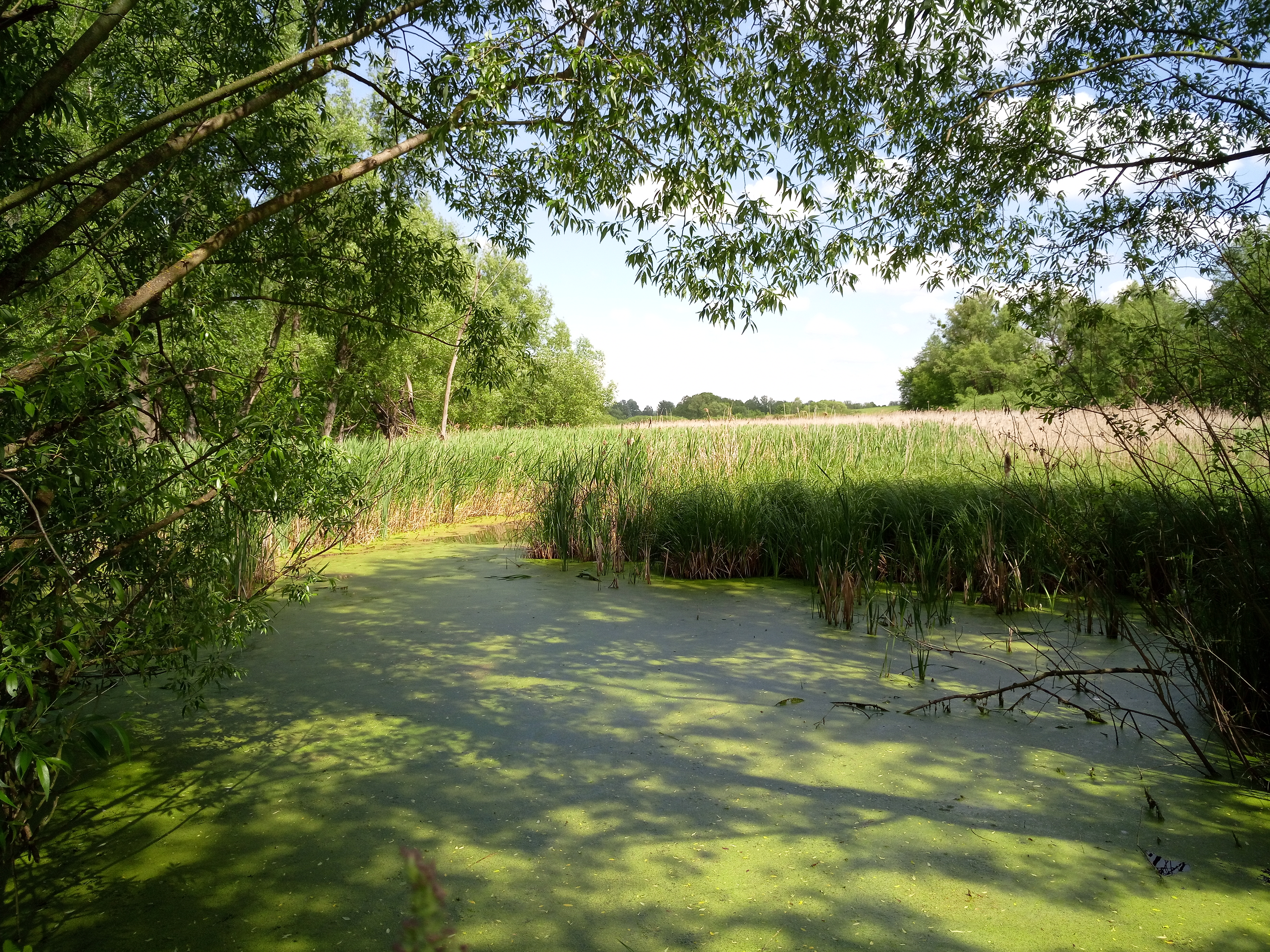
Річка в селі Гунча